# SB19
SB19 (acronimo per SoundBreak19) è un gruppo musicale filippino formatosi nel 2018. È costituito dai cantanti Josh, Pablo, Stell, Ken e Justin.

## Storia del gruppo
Creata dalla ShowBT Philippines, la formazione si è fatta conoscere dopo aver fatto il proprio ingresso all'interno della classifica Social 50 di Billboard, divenendo il primo artista filippino a compiere tale traguardo. A fine 2019 hanno firmato un contratto discografico con la divisione nazionale della Sony Music, rendendo disponibile la hit Alab (Burning), che ai premi musicali organizzati dalla rete televisiva Myx ha trionfato nelle categorie di canzone e video musicale dell'anno. Sempre nello stesso anno hanno intrapreso una tournée di concerti a livello nazionale.
Dopo aver messo in commercio l'album in studio di debutto Get in the Zone, hanno conseguito il loro piazzamento in top five nella Emerging Artist Chart della prestigiosa rivista statunitense. Il successo conquistato nel corso del 2020 ha permesso al gruppo di conseguire una nomination ai Billboard Music Awards come miglior artista social, categoria in cui hanno tuttavia perso nei confronti dei BTS.
Agli Awit Awards annuali conferiti dalla Philippine Association of the Record Industry, i premi musicali principali delle Filippine, hanno trionfato come artista rivelazione preferito. Il loro primo primo EP Pagsibol, pubblicato nel luglio 2021, ha fruttato al gruppo la candidatura come miglior artista asiatico sudorientale agli MTV Europe Music Awards.
Nel giugno 2023 Gento è diventato il loro primo ingresso nella Philippines Songs, esordendo al 17º posto. Dam, invece, è uscita nel febbraio 2025 e ha segnato la loro prima top five nella Official Philippines Chart, comparendo anche nella Official MENA Chart, in quella emiratina e saudita.

## Discografia

### Album in studio
- 2020 – Get in the Zone

### EP
- 2021 – Pagsibol
- 2023 – Pagtatag!
- 2025 – Simula at Wakas

### Singoli
- 2019 – Alab (Burning)
- 2020 – Go Up
- 2020 – Tilaluha
- 2021 – What?
- 2021 – Mapa
- 2021 – The One
- 2022 – Ligaya
- 2022 – Kabataang pinoy (con le Bini)
- 2022 – WYAT (Where You At)
- 2022 – Nyebe
- 2022 – Christmas Party
- 2023 – Gento
- 2024 – Moonlight (con Ian Asher e Terry Zhong)
- 2024 – Ready (con Apl.de.ap)
- 2024 – Kalakal (con Gloc-9)
- 2025 – Dam

## Tournée

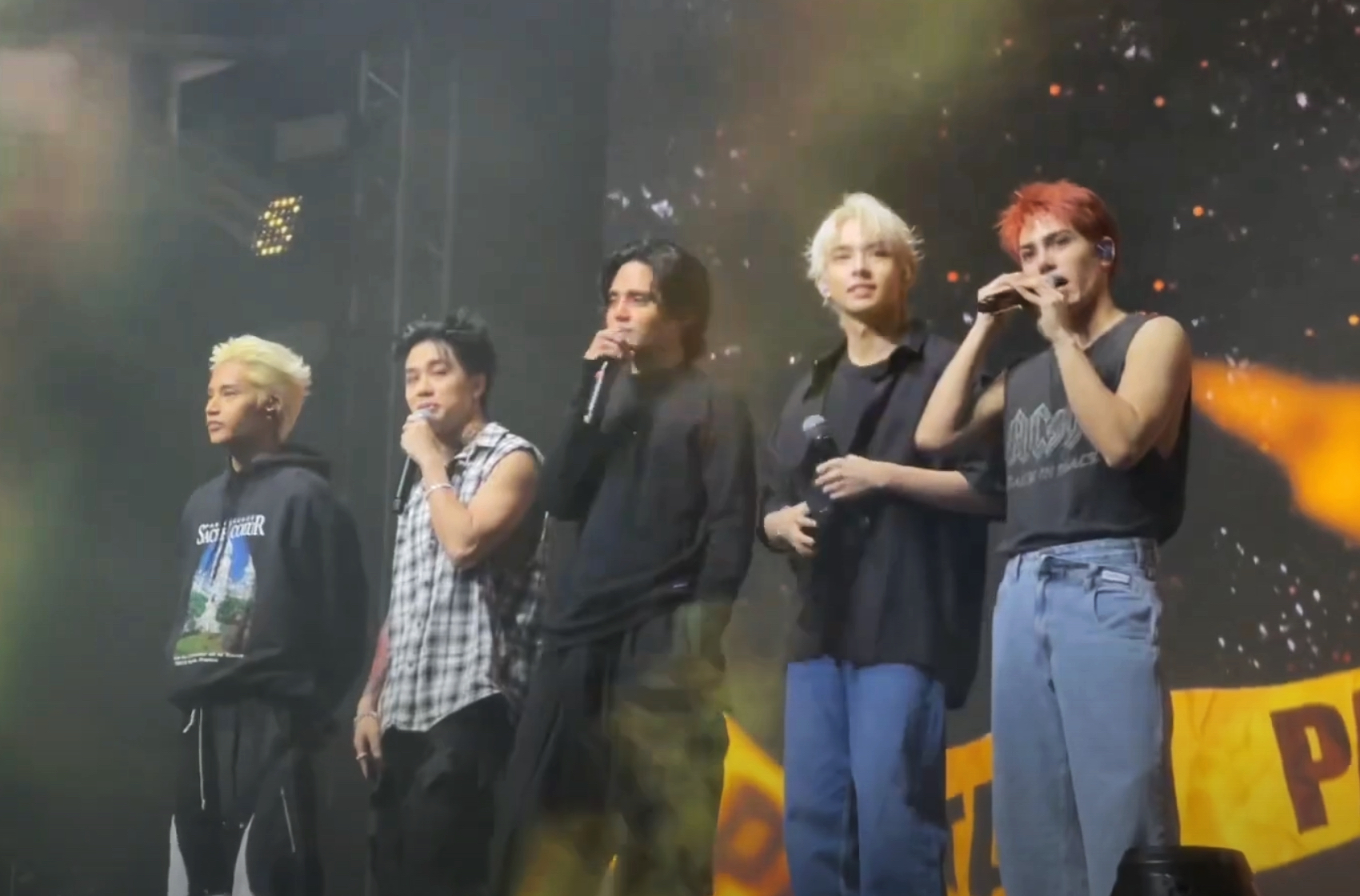
I SB19 durante un soundcheck del Pagtatag! World Tour nel giugno 2023

- 2019/20 – Get in the Zone Nationwide Concert
- 2022 – WYAT (Where You At) Tour
- 2023/24 – Pagtatag! World Tour
- 2025 – Simula at Wakas World Tour

## Riconoscimenti
- Awit Awards
  - 2020 – Artista rivelazione preferito[10]
  - 2020 – Candidatura alla Miglior registrazione di un gruppo musicale per Alab[17]
  - 2021 – Canzone preferita per Hanggang sa huli[18]
  - 2021 – Candidatura al Gruppo preferito[19]
  - 2022 – Candidatura alla Registrazione dell'anno per Mapa[20]
  - 2022 – Candidatura all'Album dell'anno per Pagsibol[20]
  - 2022 – Candidatura alla Canzone dell'anno per Mapa[20]
  - 2022 – Miglior registrazione pop per Bazinga[21]
  - 2022 – Miglior registrazione globale per What?[21]
  - 2022 – Miglior interpretazione di un gruppo per Mapa[21]
  - 2022 – Artista più ascoltato[21]
  - 2022 – Canzone più ascoltata per Mapa[21]
  - 2022 – Miglior registrazione dance per Bazinga[21]
  - 2022 – Miglior arrangiamento vocale per Mapa[21]
  - 2023 – Miglior registrazione dance/elettronica per WYAT (Where You At)[22]
  - 2024 – Candidatura all'Album dell'anno per Pagtatag![23]
  - 2024 – Candidatura alla Registrazione dell'anno per Gento[23]
  - 2024 – Candidatura alla Canzone dell'anno per Gento[23]
  - 2024 –  Miglior interpretazione di un gruppo per Gento[24]
  - 2024 – Miglior registrazione dance/elettronica per Gento[24]
  - 2024 – Candidatura alla Miglior registrazione dance/elettronica per Crimzone[23]
  - 2024 – Candidatura alla Miglior collaborazione globale per Golden Hour[23]
  - 2024 – Candidatura alla Miglior registrazione ballata per Liham[23]
  - 2024 – Candidatura alla Miglior registrazione pop per Gento[23]
  - 2024 – Candidatura al Miglior video musicale per Gento[23]
  - 2024 – Candidatura al Miglior video musicale per I Want You[23]
  - 2024 – Candidatura alla Miglior registrazione ingegnerizzata per I Want You[23]

- Billboard Music Awards
  - 2021 – Candidatura al Miglior artista social[9]

- Kids' Choice Awards
  - 2024 – Artista asiatico preferito[25]

- MTV Europe Music Awards
  - 2021 – Candidatura al Miglior artista asiatico sudorientale[12]

- Myx Music Awards
  - 2020 – Canzone dell'anno per Go Up[26]
  - 2020 – Artista dell'anno[26]
  - 2020 – Artista rivelazione dell'anno[26]
  - 2021 – Artista dell'anno[5]
  - 2021 – Canzone dell'anno per Alab[5]
  - 2021 – Video musicale dell'anno per Alab[5]
  - 2021 – Kumu Audience Choice Award[5]
  - 2024 – Artista dell'anno[27]
  - 2024 – Video musicale dell'anno per Moonlight[27]